# Siegfried Damm
Siegfried Damm (* 6. Mai 1958 in Biedenkopf) ist ein deutscher Gewerkschafter. Er ist ehemaliger Bundesvorsitzender des Verbandes Deutscher Straßenwärter (VDStra), der Fachgewerkschaft der Straßen- und Verkehrsbeschäftigten.

## Leben
Siegfried Damm lebt in Battenberg (Eder) im Landkreis Waldeck-Frankenberg in Hessen. Aufgewachsen ist er in seinem Elternhaus, der „Gaststätte Damm“ im Hatzfelder Stadtteil Eifa.
Damm gehört mit zu den ersten Auszubildenden im anerkannten Ausbildungsberuf Straßenwärter, die er 1975 als Auszubildender zum Straßenwärter beim Hessischen Straßenbauamt in Marburg (Lahn), in der Straßenmeisterei Battenberg (Eder) begann. Er ist seit 1983 verheiratet und hat zwei Töchter und zwei Söhne und ein Enkelkind.

### Berufliches
Damm war seit dem Jahr 1978 als Straßenwärter und Streckenwart bei der Straßenmeisterei Battenberg und Frankenberg tätigt, wobei er 1978–1979 auch seinen Grundwehrdienst leistete. Ab Mitte der 1980er Jahre kamen Mitwirkungen im Berufsbildungsausschuss beim Hessischen Landesamt für Bodenmanagement und Geoinformation sowie in Prüfungsausschüssen für die verwaltungseigenen Prüfungen, Zwischen- und Abschlussprüfungen der Straßenwärter in Hessen. 2000 bis 2018 wirkte er neben dem Ehrenamt als Bundesvorsitzender des VDStra auch hauptamtlich als Bundesgeschäftsführer der Fachgewerkschaft der Straßen- und Verkehrsbeschäftigten (Köln) im Verband Deutscher Straßenwärter und Geschäftsführer der DONAR Verlag GmbH.
Er war vom 22. September 1997 bis 18. September 2017 Bundesvorsitzender der Fachgewerkschaft der Straßen- und Verkehrsbeschäftigten, Betriebsdienst, Technik und Verwaltung im öffentlichen und privaten Straßenwesen, die bereits 1895 gegründet wurde und Mitgliedsgewerkschaft des DBB Beamtenbund und Tarifunion ist. Er wurde zu Beginn der Ausbildung zum Straßenwärter 1975 Mitglied im VDStra, der einzigen Fachgewerkschaft im Straßenwesen. Zu Beginn seiner fachgewerkschaftlichen Tätigkeit 1980 war er zunächst stellv. Vertrauensmann, Vertrauensmann und stellvertretender Bezirksvorsitzender Kassel/Bad Arolsen im VDStra.-Landesverband Hessen. Über die Landesjugendleitung Hessen des VDStra wurde er als Jugendobmann im Jahr 1982 berufen und wurde 1985 durch den Bundesvorstand des VDStra zu dessen Mitglied in der Funktion als Bundesjugendleiter gewählt. 1990 wurde er als Landesvorsitzender des Landesverbandes Hessen gewählt. Mit der Wahl zum Bundesvorsitzenden des VDStra 1997 musste er satzungsgemäß das Mandat als Landesvorsitzender aufgeben. Die Wiederwahl als VDStra-Bundesvorsitzender erfolgte bei den Bundesverbandstagen 2002 und 2007 sowie beim Gewerkschaftstag 2012. Beim Gewerkschaftstag am 17./18. September 2017 verzichtete er auf eine weitere Kandidatur und wurde einstimmig zum Ehrenbundesvorsitzenden der VDStra.-Fachgewerkschaft gewählt. Neben dem Wahlamt des Bundesvorsitzenden der VDStra.-Fachgewerkschaft war Damm hauptberuflich als Bundesgeschäftsführer und Geschäftsführer der Donar Verlag GmbH in Köln in der Zeit von 2000 bis 2018 tätig.
Durch die Sozialwahlen 2005 wurde Damm zu einem ehrenamtlichen Versichertenberater der Deutschen Rentenversicherung – Bund – für den Landkreis Waldeck-Frankenberg bis Dezember 2023 gewählt und gehörte dem Anhörungsausschuss des Landkreises Waldeck-Frankenberg bis 2021 an.
Seit September 2018 ist Damm als Mitglied der Stadtverordnetenversammlung der Stadt Battenberg (Eder) nachgerückt. Dieses Mandat hatte er bereits Mitte der 1990er Jahre und als Ortsbeiratsmitglied schon ausgeübt. 2021 wurde er erneut als Stadtverordneter wiedergewählt und durch die Stadtverordnetenversammlung als ehrenamtliches Mitglied des Magistrats der Stadt Battenberg (Eder) berufen.

### Erfahrungen in der Personalratsarbeit
Damm betätigte sich von 1982 bis 2001 in verschiedenen Personal- und Jugendvertretungen, war Vorsitzender der Bezirksjugendvertretund der Straßenbauverwaltung Hessen und Personalratsvorsitzender im Amt für Straßen- und Verkehrswesen Bad Arolsen, Mitglied im Bezirkspersonalrat bei der Straßenbauverwaltung Hessen und im Hauptpersonalrat des Hessischen Ministeriums für Wirtschaft, Verkehr und Landesentwicklung (HMWVL), Wiesbaden.

### Funktionen im DBB
- von 1995 bis November 2017 Mitglied der Bundestarifkommission des DBB, nunmehr Ehrenmitglied der BTK des dbb
- 1999 bis 2012 stellv. Vorsitzender und Vorstand der DBB-Tarifunion
- von 2003 bis November 2017 Mitglied des DBB-Bundesvorstandes und des DBB-Bundeshauptvorstandes,[1] sowie stellv. Vorsitzender der dbb-Grundsatzkommission Wirtschaft und Steuern und Mitglied in der Grundsatzkommission Organisation und Satzung, sowie der Fachkommission Technik, Verkehr und Umwelt des DBB.
- von 2012 bis November 2017 stellv. Vorsitzender der Bundestarifkommission des DBB und Mitglied der Geschäftsführung
- seit November 2017 Ehrenmitglied der Bundestarifkommission des dbb beamtenbund und tarifunion und Ehrung mit der silbernen Ehrennadel des dbb
- von 2015 bis 2018 Mitglied des Landesvorstandes des dbb beamtenbund und tarifunion Hessen
- vom 29. Oktober 2018 bis Juni 2020 Zweiter Vorsitzender der dbb Bundesseniorenvertretung